# Fournaudin
Fournaudin ist eine französische Gemeinde mit 140 Einwohnern (Stand: 1. Januar 2022) im Département Yonne in der Region Bourgogne-Franche-Comté. Fournaudin gehört zum Arrondissement Sens und zum Kanton Brienon-sur-Armançon (bis 2015: Kanton Cerisiers). 

## Geographie
Fournaudin liegt etwa 22 Kilometer ostsüdöstlich des Stadtzentrums von Sens am Flüsschen Cérilly. Umgeben wird Fournaudin von den Nachbargemeinden Cérilly im Norden, Bérulle im Osten und Nordosten, Bœurs-en-Othe im Südosten, Venizy im Süden, Arces-Dilo im Südwesten sowie Coulours im Westen.

## Bevölkerungsentwicklung
| Jahr                       | 1962 | 1968 | 1975 | 1982 | 1990 | 1999 | 2006 | 2013 |
| Einwohner                  | 187  | 185  | 157  | 134  | 135  | 131  | 119  | 119  |
| Quellen: Cassini und INSEE |      |      |      |      |      |      |      |      |

## Sehenswürdigkeiten
- Kirche Saint-Hubert aus dem 17. Jahrhundert